# لیگ فوتبال جنوبی انگلستان
لیگ فوتبال جنوبی انگلستان یک رقابت فوتبال آقایان است که شامل باشگاه‌های نیمه حرفه‌ای از جنوب و مرکز انگلستان است. این لیگ به همراه لیگ فوتبال شمالی سطح هفت و هشت نظام لیگ‌های فوتبال انگلستان را تشکیل می‌دهند.
ساختار لیگ جنوبی از زمان تشکیل آن در سال ۱۸۹۴ چندین بار تغییر کرده است و در حال حاضر ۸۴ باشگاه در آن وجود دارد که به چهار دسته تقسیم شده‌اند. دسته‌های برتر مرکز و جنوب در سطح ۳ نظام لیگ ملی (NLS) قرار دارند و بخش‌های تغذیه کننده‌ای برای لیگ کنفرانس جنوب به طور عمده، و شاید لیگ کنفرانس شمال هستند. تغذیه کننده این دو دسته‌ی برتر دو بخش منطقه‌ای هستند، دسته یک مرکزی و دسته یک جنوب، که در سطح ۴ نظام لیگ ملی رتبه‌بندی می‌شوند. این دسته‌ها نیز به نوبه خود توسط لیگ‌های کوچک‌تر منطقه‌ای تغذیه می‌شوند.

## لیگ فوتبال جنوبی انگلستان
تأسیس:۱۸۹۴
کشور:انگلستان 
تعداد تیم‌ها:۸۴ تیم(۲۲ تیم در لیگ مرکزی)(۲۲ تیم در لیگ جنوبی)(۲۰تیم در لیگ یک مرکزی)(۲۰تیم در لیگ یک جنوبی)
سطح در لیگ فوتبال انگلستان:۷ و ۸
صعود به:لیگ کنفرانس شمالی، لیگ کنفرانس جنوبی
سقوط به:لیگ غربی، لیگ جنوبی۲
جام‌های دیگر:جام جنوبی
قهرمان کنونی:کترینگ تاون
تاریخچه
این لیگ ۱۲۶ سال قدمت دارد